# جبل حماطة
جبل حماطة الواقع بمحمية وادي الجمال وجبل حماطة هو ثاني اعلي جبل في الصحراء الشرقية ويصل ارتفاعه إلى حوالي 1977 م حيث له القدرة على تكثيف السحب الممطرة من الرياح الشمالية السائدة التي تهب عبر البحر الأحمر وتكون عالية الرطوبة نسبيا، وهذا يرجع إلى ارتفاعه الكبير وقربه من البحر.